# Jaroslav Jevdokimov
Jaroslav Oleksandrovyč Jevdokimov (Ярослав Олександрович Євдокимов; Rivne, 22 novembre 1946) è un cantante russo.

## Biografia
Jaroslav Oleksandrovyč Jevdokimov nacque il 22 novembre 1946 nella città di Rivne. A causa delle repressioni politiche, la madre diciannovenne, Anastasija Charytonivna Očeretovyč venne arrestata, condotta nel carcere di Rivne, dove partorì Jaroslav. Con l'aiuto della compagna di cella Zina, moglie di un eroe di guerra, Anastasija porta avanti con coraggio l'arduo compito di sfamare il figlio durante quei tempi terribili. Stessa sorte toccò al padre, Oleksandr Hnatovyč Jevdokimov, originario della regione di Perm', della provincia di Krasnovišersk.
Visse l'infanzia nel villaggio di Koryst, nell'omonima provincia della regione di Rivne, un particolare territorio ucraino chiamato Polesia. È stato educato dalla nonna Jaryna, dalla zia Hanna e dal nonno Charyton, fabbro altamente qualificato e cantore nel coro della chiesa.
Dopo aver terminato la scuola, nonostante il talento innato, tra il 1964 ed il 1965 ha studiato presso la scuola professionale di Korets.
Tra il 1965 e il 1968 prestò il servizio militare nella Flotta del Nord, sulla penisola di Kola, nel villaggio di Vydyayevo nei pressi della città di Severomorsk.
Dopo il servizio militare tornò a Koryst per lavorare in una fabbrica di pneumatici nella città di Dnipropetrovsk, dove quasi per caso iniziò a cantare in un ristorante. Si sposò a Dnipropetrovsk, con una ragazza bielorussa.
Dal 1975 diventò voce solista e vocalista della filarmonica di Minsk. Il successo tra gli spettatori cresceva di concerto in concerto. Tuttavia Jaroslav comprese che il suo talento rappresentava si, un buon viatico, ma come vocalista sentiva la necessità di migliorare, così si rivolse a Volodymyr Buchel, insegnante di canto. Tra il 1977 ed il 1980 prese lezioni, e contemporaneamente lavorò come solista del complesso di canto e danza del distretto militare Bielorusso.
La notizia della presenza di un cantante di talento nella città di Dnipropetrovsk giunse fino a Mosca. Venne raccomandato da Olha Mol'čanova e invitato nelle trasmissioni televisive più popolari, come, Šyrše kolo (in italiano: Ampliamo il cerchio!)  e Zaspivajmo, druzi! (Cantiamo, amici!). Nel 1979 Jaroslav diventa diplomando del concorso interpretando il brano Z pisneju po žytti, (Canzone per la vita).
La voce dell’artista di gran talento e successo riecheggiò anche nei programmi radio di tutta l’Unione Sovietica. Terminata la scuola di musica e il corso di vocale, diventò il solista per la radio e la televisione pubblica.
Ha più volte cantato allo Slovjanskyj bazar di Vicebsk, in Bielorussia, entrando a far parte anche della giuria del festival. Nel 1998 fu ospite del festival Zolotyj Šljager (in italiano: Successi d'oro). Le sue tournée coprirono diversi paesi: Francia, Germania, Norvegia, Polonia, Cecoslovacchia, Islanda, Svizzera, Svezia.
Nel 1988 debuttò nella discografia della Nazione con l'album Vse sbudecja (in italiano: Tutto si avvererà) grazie alla produzione della casa discografica, Melodija.
Ha collaborato con diversi compositori famosi: E. Zaryc'kyj, L. Zachl'evnyj, О. Morozov, B. Emeljanov, V. Okorokov, V. Dobrynin, I. Mateta, H. Tatarčenko e con i poeti: H. Buravkin, N. Hilevyč, V. Nekljaev, M. Jasen, R. Roždestvens'kyj, L. Rubal'ska, A. Poperečnyj, V. Vetrova, Ju. Rybčynskyj, А. Demydenko.
Dal 2009 Jaroslav Jevdokimov è cittadino della Federazione russa.

## Onorificenze
- Il 17 aprile 1980 – Con la Disposizione del Presidio del Consiglio Supremo della R.S.S. Bielorussa gli è stato attribuito il titolo onorifico di "Artista emerito della R.S.S. Bielorussa"
- Il 13 luglio 1987 - Con la Disposizione del Presidio del Consiglio Supremo della R.S.S. Bielorussa gli è stato attribuito il titolo onorifico di "Artista del popolo della R.S.S. Bielorussa"
- Il 15 febbraio 2006 - Con la Disposizione del Presidente della Federazione Russa gli è stato attribuito il titolo onorifico di "Artista emerito della Federazione Russa"[12]

Yaroslav Yevdokimov si è distinto in un progetto in internet "Nova Ukrayina".

## Discografia
- 1988 – Vse sbudecja (Tutto si avvererà)
- 1994 – Ne rvi rubachu (Non strappare la camicia) – canzoni di V. Okorokov (CD)
- 2002 – Fantaser (Sognatore) – canzoni di О. Morozov (CD)
- 2002 – Celuju tvoju ladon (Bacio il tuo palmo) (CD)
- 2006 – Za beloju rekoj (Dietro il fiume bianco) (CD)
- 2008 – Jaroslav Jevdokimov e il duo bulgaro, "Sladka jahod"», in italiano "Dolce gioia". Le migliori canzoni ucraine e cosacche (CD)
- 2012 - Ritorno all'autunno (CD)